# 아이돌 막내 반란 시대
아이돌 막내 반란 시대는 SBS E!TV에서 2009년 11월 7일부터 2010년 2월 13일까지 매주 토요일 21:50 ~ 22:50에 방송되었던 예능 프로그램이다. 출연진은 아이돌 그룹의 막내 멤버들로 구성되어 있다.

## 출연진
- 유세윤 (진행) - MC계의 막내
- 송승현 - F.T 아일랜드의 막내
- 정진운 - 2AM의 막내
- 쇼리J - 마이티마우스의 막내
- 신동호 - 유키스의 막내
- 미르 - 엠블랙의 막내